# Teti (Italija)
Teti (sardinski: Tèti) je grad i općina (comune) u pokrajini Nuoru u regiji Sardiniji, Italija. Nalazi se na nadmorskoj visini od 714 metara i ima 674 stanovnika.
 Prostire se na 43,91 km². Gustoća naseljenosti je 15 st/km².
Susjedne općine su: Austis, Ollolai, Olzai, Ovodda i Tiana.